# Couvent des Filles de Saint-Michel
Le  couvent des Filles de Saint-Michel ou couvent des religieuses de Notre-Dame de Charité était un couvent parisien, également  prison pour femmes fermé à la Révolution  situé à l’emplacement de l’actuelle rue Lhomond.

## Le couvent sous l'Ancien Régime
Les Filles de Saint-Michel ou religieuses de Notre-Dame de la Charité faisaient partie de l’Ordre de Notre-Dame de Charité fondé à Caen en 1641 par Jean Eudes pour les filles repenties c'est-à-dire des femmes désireuses de quitter le libertinage ou la prostitution. 

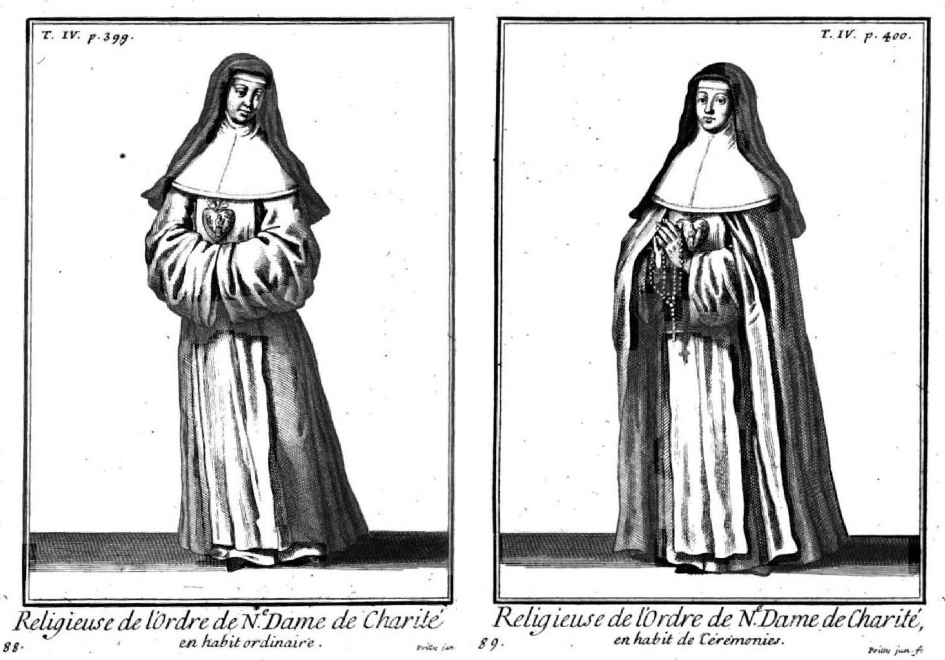
Habits des religieuses de l'ordre de Notre-Dame-de-Charité.

Les sœurs suivaient la règle de Saint-Augustin et devaient faire vœux de pauvreté, de chasteté et d’obéissance. 
Un quatrième vœu, spécifique à cet ordre, enjoignait aux sœurs de Notre-Dame de Charité de s’appliquer à la conversion des filles et femmes tombées dans l’impureté.
L’archevêque de Paris Monseigneur de Noailles installa en 1724 quelques religieuses de cet ordre dans une maison qu’il acheta rue des Postes actuelle rue Lhomond à l’emplacement des numéros 48 à 54.
Ce couvent recevait également des dames du monde qui s’y retiraient volontairement et des prisonnières de justice enfermées dans un bâtiment distinct des religieuses et des recluses volontaires. Celles-ci étaient autorisées à sortir accompagnées d’une religieuse.
Le couvent fermé en 1790 est vendu comme bien national en 1801.
Le collège Sainte-Barbe qui prend le nom de collège Rollin en 1830 s’installe à son emplacement en 1821 jusqu’à son transfert avenue Trudaine en 1876. Le collège Rollin est rebaptisé lycée Jacques-Decour en 1944.

## L'établissement de la rue Saint-Jacques après la Révolution
Les religieuses de Saint-Michel  achètent en 1806 le domaine de l’ancien couvent de la Visitation s’étendant de la rue Saint-Jacques à la rue d'Ulm et au 6 rue Lhomond comprenant un parc de 3 hectares pour y établir une nouvelle maison de correction pour jeunes filles de mauvaises mœurs. L’établissement ferme en 1887 et les religieuses quittent  en 1903 l’ancien couvent rasé pour construire l’institut de géographie et l’institut océanographique. La rue Pierre-et-Marie-Curie est ouverte en 1909 sur ce domaine.